# Houston Dutch Lions
Houston Dutch Lions é uma agremiação esportiva da cidade de The Woodlands, Texas.  O clube pertence a Dutch Lions Group, uma empresa liderada pelo clube holandês FC Twente e que ainda possui outros dois times chamados Dayton Dutch Lions e Cincinnati Dutch Lions. Atualmente disputa a National Premier Soccer League.

## História
O clube possui esse nome pela afiliação ao clube holandês FC Twente.  O clube foi fundado no dia 17 de novembro de 2011 sob o nome de Texas Dutch Lions FC e fez a sua estreia na NPSL em 2012.